# Campeonato Europeo de Rugby League División C 2009
El Campeonato Europeo de Rugby League División C de 2009 fue la segunda edición del torneo de tercera división europeo de Rugby League.

## Equipos
- Estonia
- Letonia
- Ucrania

## Posiciones
| Equipo  | Encuentros | Encuentros | Encuentros | Encuentros | Tantos  | Tantos    | Tantos     | Puntos |
| Equipo  | jugados    | ganados    | empatados  | perdidos   | a favor | en contra | diferencia | Puntos |
| ------- | ---------- | ---------- | ---------- | ---------- | ------- | --------- | ---------- | ------ |
| Ucrania | 2          | 2          | 0          | 0          | 126     | 6         | +120       | 4      |
| Letonia | 2          | 1          | 0          | 1          | 80      | 44        | +36        | 2      |
| Estonia | 2          | 0          | 0          | 2          | 4       | 160       | -156       | 0      |

### Partidos
| 24 de julio | Letonia | 6 - 40 | Ucrania |  |  |

| 26 de julio | Estonia | 0 - 86 | Ucrania |  |  |

| 8 de agosto | Estonia | 4 - 74 | Letonia |  |  |

| Bandera de Ucrania |
| Campeón Ucrania    |
| Primer título      |